# 施奇 (明朝)
施奇（1426年—？），字廷偉，浙江嘉興府嘉善縣人，民籍，明朝政治人物。進士出身。

## 生平
浙江鄉試第一百一名。景泰五年（1454年）甲戌科會試第三十一名，殿試登進士第三甲第一百八十二名。成化三年任太平府知府。

## 家族
曾祖父施德輔。祖父施壽之。父亲施邦彥，曾任教諭。